# Humberto Sánchez
Humberto A. Sánchez (Santo Domingo, 28 de mayo de 1983) es un lanzador dominicano que se encuentra en actualmente en el equipo Camden Riversharks en la independiente Liga Atlántica de Béisbol Profesional. Jugó en las Grandes Ligas de Béisbol para los Yankees de Nueva York en 2008. 
Sánchez lanza una recta y un slider cerca de las 95 millas por hora, así como una curva,  y un cambio.

## Primeros años
Sánchez nació en la República Dominicana y se mudó a Nueva York cuando tenía 10 años de edad.
Sánchez fue seleccionado por los Dodgers de Los Ángeles en la ronda 9 del Draft del 2000 de la MLB recién salido de la South Bronx High School en El Bronx, Nueva York. Sin embargo, Sánchez no firmó, y en lugar asistió al Connors State College. Tras una excelente temporada en el año 2000, los Tigres de Detroit lo draftiaron en la ronda 31 en 2001.

## Carrera profesional
Después de publicar una marca de 8-1, y ganar como Lanzador del Año de NJCAA Region II en 2002, Sánchez firmó por un bono de $1 millón de dólares, y comenzó a lanzar en el sistema de ligas menores de los Tigres en el 2002. En 2003, fue seleccionado a mediados de la temporada para el equipo all-star de la Midwest League. Fue tercero en la liga y empató en el quinto en las menores con 78 bases por bolas. 
En 2004, Sánchez fue promovido a Doble-A con los Seawolves Erie. Fue segundo en la Florida State League, con 3 juegos completos. Fue nombrado el quinto mejor prospecto en la organización de Detroit después de la temporada por Baseball America. Lanzó para Mesa Solar Sox en la Arizona Fall League tras la temporada de 2005, registrando un récord de 1-0 y una efectividad de 2.15 en seis aperturas. Fue nombrado el sexto mejor prospecto en la organización de Detroit después de la temporada por Baseball America.
En 2006, Sánchez dividió el tiempo de juego entre Doble A y Triple-A, ponchó a 129 bateadores en 123 entradas, mientras que permitió solo 97 hits. Fue el tercer año consecutivo en el que ponchaba a un bateador por lo menos una entrada. Fue el lanzador abridor para el Equipo del Mundo en el Juego de Futuras Estrellas de 2006. También obtuvo los honores de Lanzador de la Semana de la International League. En 2006, Sánchez había sido reconocido como uno de los mejores prospectos de pitcheo en el juego, y el 10 de noviembre de 2006, los Tigres canjearon a Sánchez, junto con los lanzadores de ligas menores Anthony Claggett y Kevin Whelan a los Yanquis de Nueva York por el toletero Gary Sheffield.
Se sometió a una cirugía Tommy John en la primavera de 2007, que lo mantuvo ausente hasta la temporada 2008.
El 15 de septiembre de 2008, fue promovido a los Yanquis de Nueva York e hizo su debut en Grandes Ligas en la octava entrada el 18 de septiembre de 2008 contra los Medias Blancas de Chicago. Ponchó a Paul Phillips, el primer bateador de su carrera en las mayores. Sánchez fue liberado por los Yankees el 25 de abril de 2009, pero declinó a un contrato de ligas menores con la organización el 5 de mayo.
A partir del invierno de 2009, Sánchez dejó de pertenecer a la organización de los Yanquis de Nueva York.
En 2010, Sánchez se unió a La New Bears, un club de béisbol profesional de Taiwán en la CPBL. En 2011, firmó con los independientes Camden Riversharks.
Durante la temporada 2011, Sánchez estuvo jugando en la Liga Mexicana de Béisbol para los Sultanes de Monterrey. Poco después fue liberado por los Sultanes y firmó con los Leones de Yucatán.